# Єпархія Аполлонія Салбас
Єпархія Аполлонія Салбас (на латині: Dioecesis Apolloniensis Salbacensis) - закритий престол Константинопольського патріархату та титулярний престол католицької церкви.

## Історія
Аполлонія Салбас, ідентифікована з Медетом (район Тавасу) у сучасній Туреччині, є стародавнім єпископським престолом римської провінції Карія в цивільній єпархії Азії. Вона входила до Константинопольського патріархату і була суфраганною Ставрополійської архиєпархії.
Єпархія зафіксована в Notitiae Episcopatuum Константинопольського патріархату до ХІІ століття. Однак відомі лише два єпископи: Євгеній, який брав участь у першому Вселенському соборі, що відбувся в Нікеї в 325 році; і Тінканіо, який брав участь у Халкедонському соборі 451 року.
З 1933 року Аполлонія Сальбасе входить до числа титульних єпископських престолів Католицької Церкви; звання так і не було присвоєно.

## Хронотаксис грецьких єпископів
- Євген † (згадується в 325 р.)
- Тинціаній † (згадується в 451 р.)

## Примітка
1. ↑   Jean Darrouzès, Notitiae episcopatuum Ecclesiae Constantinopolitanae. Texte critique, introduction et notes, Paris, 1981, indice p. 484, voce Apollonias, Karia.
2. ↑  Destephen, Prosopographie du diocèse d'Asie, p. 284.
3. ↑   Destephen, Prosopographie du diocèse d'Asie, pp. 948-949.

## Зовнішні посилання
- (англ.) La sede titolare nel sito di www.catholic-hierarchy.org
- (англ.) La sede titolare nel sito di www.gcatholic.org